# Sverdlovklasse

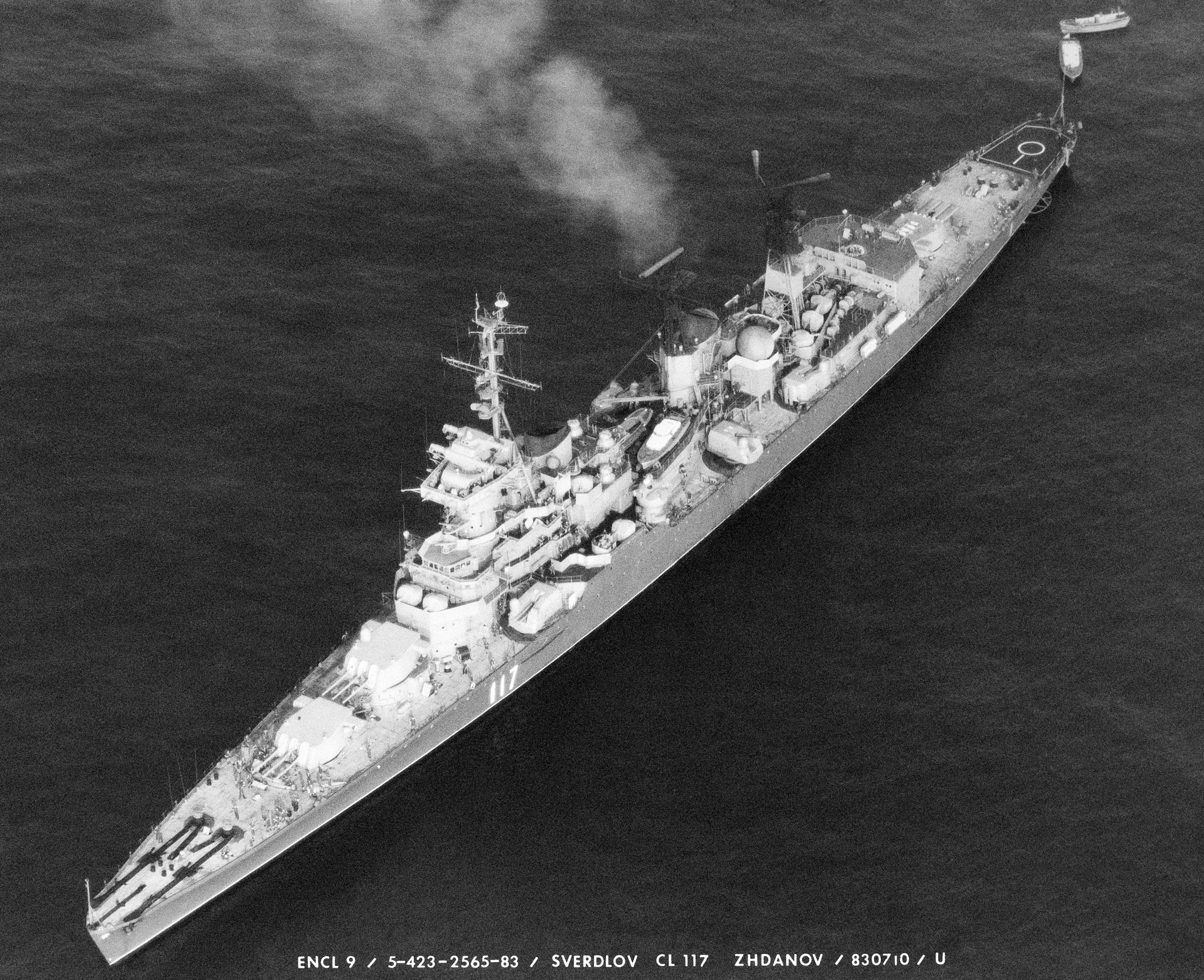
Zhdanov na de ombouw tot commandoschip

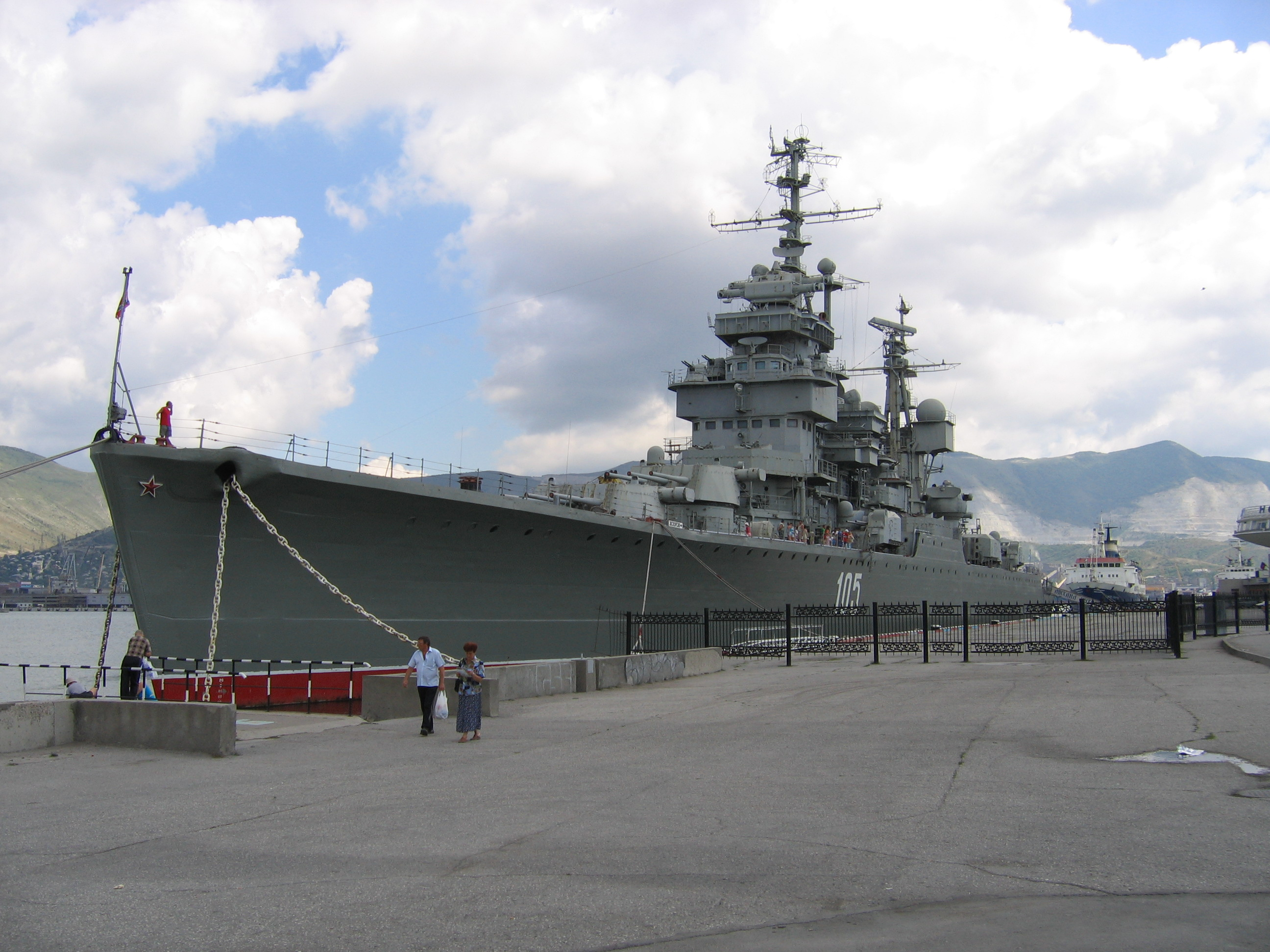
Mikhail Kutuzov aan de kade bij Novorossiejsk.

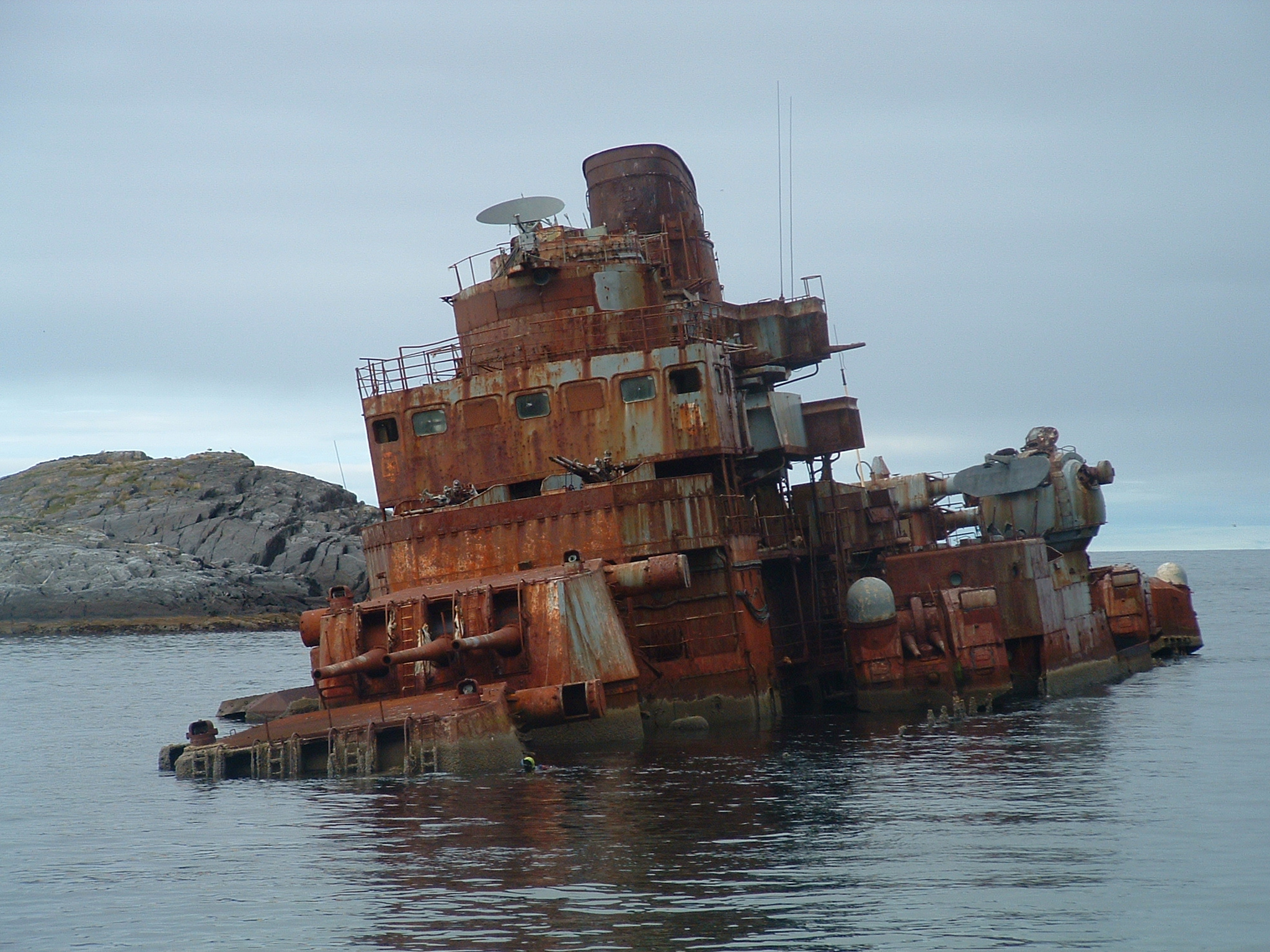
Wrak van de Murmansk

De kruisers van de Sverdlovklasse, Sovjet-aanduiding Project 68bis (Russisch: проект 68-бис), waren de laatste conventionele kruisers die voor de Sovjetmarine zijn gebouwd.

## Ontwerp
Het ontwerp was geïnspireerd door Italiaanse kruisers van voor de Tweede Wereldoorlog, maar werd aangepast omdat de schepen vooral in de Noord-Atlantische Oceaan en de Noordelijke IJszee actief zouden zijn. De hoofdbewapening bestond uit 150 mm kanonnen opgesteld in vier geschutstorens. De schepen zouden vergezeld worden van slagkruisers, maar deze zijn uiteindelijk nooit goedgekeurd en dus ook niet gebouwd.
De schepen waren een iets modernere en groter versie van de kruisers van de Chapayevklasse. Ze kregen dezelfde bewapening, motoren en pantser, maar kregen grotere brandstoftanks voor een grotere actieradius.
Medio 50'er jaren was het luchtwapen al zover gevorderd dat de schepen verouderd waren en alleen ingezet konden worden om vuursteun te verlenen of als commandoschip. In de plannen was rekening gehouden met 30 schepen in totaal, maar uiteindelijk zijn er maar 14 schepen gebouwd. Nikita Chroesjtsjov staakte het programma; van twee schepen werden zelfs de kiel niet gelegd en van vier schepen waarvan de bouw al was begonnen werd het werk gestaakt en de rompen gesloopt. Zolang de vliegtuigen nog niet onder alle weersomstandigheden ingezet konden worden, maakten de schepen nog een kans. De inzetbaarheid van conventionele kruisers werd verder sterk beperkt door de introductie van geleide wapens.

## Latere aanpassingen
In 1957 werden de geschutstorens A en B van de Admiral Nakhimov vervangen door een lanceerinstallatie voor de SS-N-1 antischeepsraket. De vervanging was geen succes en het schip werd snel daarna buiten gebruik gesteld. Het ging in 1961 ten onder als doelschip.
De Dzerzhinsky kreeg een installatie om SA-2 raketten te lanceren tussen 1960 en 1962. Deze conversie was ook geen succes en andere schepen werden niet omgebouwd. De gehele lanceerinstallatie lag bovendeks en de raketbrandstof was zeer brandbaar. Mocht het geraakt worden door vijandig vuur dan zou de veiligheid van bemanning en schip gevaar lopen.
De Senyavin en Zhdanov werden omgebouwd tot commandoschepen in 1971. De achterste geschutstorens werden verwijderd en er werd ruimte gemaakt voor de additionele bemanning en communicatieapparatuur. Ze kregen ook een helicopterdek en hangar.

## Museumschip
Eén kruiser van de klasse is behouden; de Mikhail Kutuzov ligt als museumschip in de haven bij Novorossiejsk.

## Murmansk
In december 1994 werd de kruiser Murmansk van deze klasse via de Noordkaap naar slopers in India gesleept. Voor de Noorse kust brak de kabel en de kruiser liep aan de grond bij Sørvær in de provincie Finnmark. Een deel van het schip bleef zichtbaar boven de zee. In 2009 besloot de Noorse regering het schip te verwijderen. Het was te zwaar beschadigd waardoor wegslepen geen optie was. Er werd een dam om het schip gelegd en de kruiser is vervolgens in stukken gesneden en in delen afgevoerd.